# Chthonius creticus
Chthonius creticus är en spindeldjursart som beskrevs av Volker Mahnert 1980. Chthonius creticus ingår i släktet Chthonius och familjen käkklokrypare. Inga underarter finns listade i Catalogue of Life.